# Alan King Tennis Classic 1985
L'Alan King Tennis Classic 1985 è stato un torneo di tennis giocato sul cemento. È stata la 13ª edizione dell'Alan King Tennis Classic, che fa parte del Nabisco Grand Prix 1985. Si è giocato a Las Vegas negli USA, dal 29 aprile al 5 maggio 1985.

## Campioni

### Singolare
Johan Kriek ha battuto in finale  Jimmy Arias con il punteggio di 4–6, 6–3, 6–4, 6–2

### Doppio
Pat Cash /  John Fitzgerald hanno battuto in finale  Paul Annacone /  Christo van Rensburg con il punteggio di 7–6, 6–7, 7–6